# Máquina de Rube Goldberg

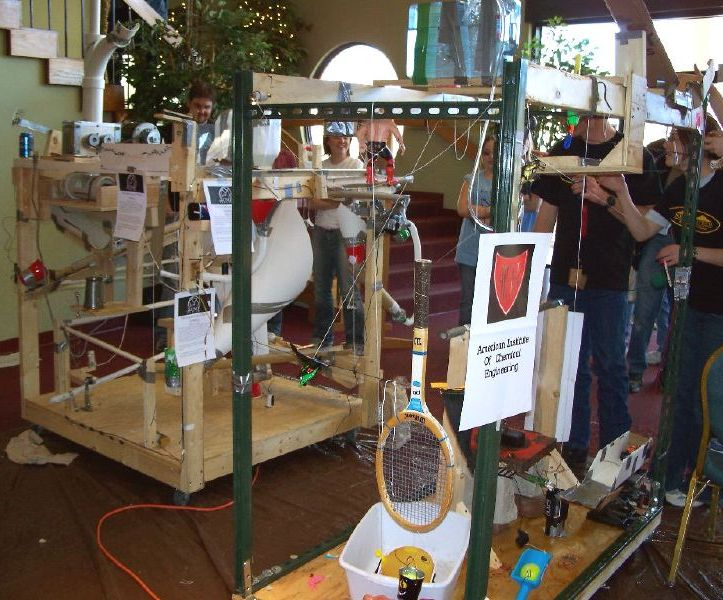
Máquina de Rube Goldberg desarrollando una simple tarea de una manera compleja.

Una máquina de Rube Goldberg es un aparato excesivamente sofisticado que realiza una tarea muy simple de una manera deliberadamente indirecta y elaborada, normalmente haciendo uso de una reacción en cadena. Primero apareció en el Webster's Third New International Dictionary, definida como: «llevar a cabo algo, de una manera redundante extremadamente compleja, que real o aparentemente podría ser hecho de una manera simple». La expresión se ha fechado como originada en Estados Unidos alrededor de 1930, para describir las ilustraciones de "absurdas máquinas conectadas" de Rube Goldberg. Desde entonces, el significado de la expresión se ha ampliado para denotar cualquier forma de sistema excesivamente confuso o complicado. Por ejemplo, en títulos de noticias recientes se incluyen: «¿Es el representante Bill Thomas el Rube Goldberg de la reforma legislativa?», y «El "Seguro" de retiro como una máquina de Rube Goldberg».

## Máquina de Rube Goldberg
Una máquina de Rube Goldberg es cualquier aparato muy complejo que realiza una tarea muy simple de una manera muy indirecta y retorcida. Rube ideó y dibujó varios de estos patafísicos dispositivos. Los mejores ejemplos de sus máquinas tienen un factor de anticipación. El hecho de que algo tan absurdo esté sucediendo solamente puede ser superado por el hecho de que suceda de una manera incierta. Una máquina de Rube Goldberg tiene generalmente por lo menos siete pasos.
El término también se aplica como clasificación para aparatos o software generalmente más complicados de lo necesario. Apareció por primera vez en el Webster's Third New International Dictionary con la definición «lograr por rodeos extremadamente complejos lo que real o aparentemente podría hacerse de manera simple».

## Concurso de máquinas

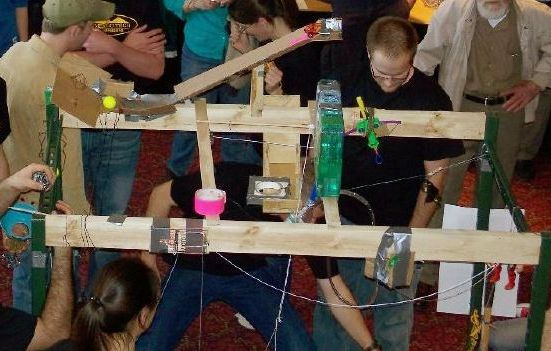
Muchos diseñadores de máquinas de Rube Goldberg participan en competiciones, como esta en Nuevo México.

A principios de 1987, la Universidad de Purdue en Indiana comenzó la competición nacional anual del Concurso de Máquinas de Rube Goldberg, organizado por el capítulo Phi de Theta Tau, la Fraternidad Profesional de Ingeniería Nacional.
El concurso es ejecutado por la Fundación Educativa Theta Tau. Como características muestra a los equipos de los colegios y universidades de EE. UU. construyendo máquinas inspiradas por la historieta de Rube Goldberg. La sentencia es basada en la capacidad de la máquina de terminar las tareas especificadas por el desafío de usar tantos pasos como sea posible sin una sola falta, mientras que hace que las máquinas mismas entren en ciertos temas.

## Otras expresiones similares a nivel internacional
- En Gran Bretaña, tal dispositivo sería llamado Máquina de Heath Robinson, ya que el dibujante británico también dibujó maquinaria cómica fantástica, en su caso vigilada por hombres con gafas y mono. Véase también Roland Emett, que creó muchas máquinas de trabajo reales de este tipo, tales como la Máquina del Desayuno en la película Chitty Chitty Bang Bang.
- En Dinamarca, serían llamados Storm P maskiner por el dibujante danés Robert Storm Petersen.
- En Japón, se llaman ピタゴラ装置 (pitagora suicchi), que significa Máquina Pitagórica.
- En España, la revista TBO tenía una sección, Los grandes inventos del TBO, atribuidos en la ficción a un tal Profesor Franz de Copenhague, en la que se describían artilugios muy semejantes a los de Goldberg; de ahí que ese tipo de máquinas a menudo sean denominadas colectivamente "los inventos del TBO". Aunque en la realización de esta sección participaron varios autores, se asocia sobre todo con el dibujante catalán Ramón Sabatés. Tampoco debemos olvidar los forgendros, máquinas absurdas inventadas por el dibujante Antonio Fraguas de Pablo, Forges. Este tipo de construcciones está alcanzando popularidad en el programa de humor El hormiguero, cuya sección en la que se realizan máquinas al estilo de Goldberg es conocida como El Efecto mariposa, a pesar de ser dos conceptos totalmente distintos.
- El dibujante y cuentacuentos noruego Kjell Aukrust creó un personaje de historieta llamado Reodor Felgen quién constantemente inventaba maquinaria compleja. A pesar de ser construida a menudo a partir de piezas inverosímiles, siempre funcionaba muy bien. Felgen saltó a la pantalla como el inventor de un coche extremadamente poderoso pero excesivamente complejo Il Tempo Gigante en una película animada de marionetas titulada Flåklypa Grand Prix, dirigida por Ivo Caprino en 1975.

- Otro fenómeno relacionado es el arte japonés llamado chindogu, inventos que, aparentemente, son la solución ideal a un problema particular pero que en la práctica resultan todo lo contrario.

## Máquinas de Rube Goldberg en los medios
- En la serie de cortos y largometrajes Wallace y Gromit de Nick Park, las invenciones de Wallace son claramente de tipo Rube Goldberg. Una broma recurrente en La gran excursión, Los pantalones equivocados, Un esquilado apurado y The Curse of the Were-Rabbit son los artefactos absurdos que Wallace inventa. Buenos ejemplos son "la máquina Knit-O-Matic" de Wallace o el dispositivo que catapulta mermelada sobre una tostada como si ésta saltase de una tostadora.
- En la serie de dibujos Futurama, el Profesor Hubert Farnsworth a menudo hace funcionar maquinaria enorme y compleja de manera exagerada y dramática para producir cosas simples tales como una nariz que brilla en la oscuridad.
- Los dispositivos de Rube Goldberg aparecen con frecuencia en las películas de Jean-Pierre Jeunet, con o sin su socio Marc Caro. Un tema recurrente en Delicatessen es el personaje Aurore intentando matarse usando tales dispositivos, los cuales hacen que le salga el tiro por la culata y la obliga a vivir otro día. En La ciudad de los niños perdidos, abundan máquinas similares, incluyendo una famosa escena en la cual la lágrima de una pequeña muchacha acciona una cadena de acontecimientos que acaba causando un naufragio. Las películas Amélie y Largo domingo de noviazgo tratan este tema en profundidad, moviéndose de lo fisiológico a lo metafísico. Según lo observado por Sam Wood del periódico Philadelphia City Paper, el destino mismo funciona como un dispositivo de Rube Goldberg, "una cadena interminable de difíciles coincidencias cuyo resultado final no está al alcance de la predicción."
- En la película Destino final, así como en sus secuelas Destino final 2 y Destino final 3, la manera en que la "muerte" localiza y mata a sus víctimas se asemeja a las mortales máquinas de Rube Goldberg.
- La serie de televisión Los 4400 hace uso de un elemento argumental basado en el "efecto de ondulación" de Rube Goldberg.
- Bernard Werber también utiliza una metafórica máquina de Rube Goldberg para "corregir" un problema en Los Thanatonautas.
- El videoclip "Lazy" de X-Press 2 muestra a un hombre que para no moverse posee una máquina que realiza todas las actividades por él a través de poleas y pesos.
- En el libro de 1999 Florida Roadkill de Tim Dorsey, el personaje principal, un asesino en serie llamado Serge A. Storms, emplea un dispositivo de Rube Goldberg utilizando una tira de alambre, un motor eléctrico, una lata de cerveza, y la onda expansiva producida por un lanzamiento de la lanzadera espacial para matar a un hombre con una escopeta. En un libro posterior de la serie, Triggerfish Twist, utiliza otro dispositivo parecido mediante alambre, gasolina, dos fanales de iluminación, y un aro para quemar a alguien hasta la muerte.
- En la serie de dibujos Padre de familia, Peter Griffin utiliza una máquina de Rube Goldberg (una casi exactamente igual a la máquina de desayuno de La gran aventura de Pee-Wee), que dispara a Peter cómicamente con un arma en vez de hacer el desayuno.
- Las máquinas de Rube Goldberg son utilizadas frecuentemente por Tom en Tom y Jerry.
- El corto de los Looney Tunes "Hook, Line, and Stinker" (traducido como "Con todo el equipo") termina con el personaje del Coyote intentando utilizar una máquina de Rube Goldberg para capturar al Correcaminos. Muchos otros cortos de los Looney Tunes y de Merrie Melodies emplean estos dispositivos.
- La película de 1990 Back to the Future Part III ofrece una versión del Salvaje Oeste de un dispositivo de Rube Goldberg. Uno de los personajes principales, Dr. Emmett "Doc." Brown (Christopher Lloyd), se transporta atrás en el tiempo al año 1885, donde él trabaja como herrero. Cuando es "rescatado" por Marty McFly (Michael J. Fox), él está trabajando en una máquina de vapor enorme. La máquina mide fácilmente de 3 a 4 metros de alto, sin idea inmediata en cuanto a su función. Cuando está puesto en marcha, se sacude y gime y emite silbidos y el vapor suena (piense en un ruidoso motor de vapor) por cerca de 20 segundos. Cuando queda en silencio, produce dos pequeños pedacitos de hielo de forma irregular; es una máquina de hielo. Hay otra escena en la primera película donde hay otra máquina de Rube Goldberg que Doc utiliza para alimentar a su perro Einstein.
- En la película de 1990 Home Alone y en sus tres secuelas encontramos a menudo al personaje principal haciendo uso de dispositivos de Goldberg para atrapar y/o retrasar el progreso de los ladrones que intentan desvalijar su hogar.
- Los artistas suizos David Weiss y Peter Fischli produjeron una película en 1987 titulada The Way Things Go, que documenta los movimientos de una instalación de arte cinético al estilo Goldberg a gran escala.
- Tim Fort, un artista cinético de Minnesota, crea cacharros de reacción en cadena que son evocadores del dominó que cae y los cacharros clásicos de Rube Goldberg. Sus cacharros son capaces de hacer tareas simples tales como tocar música con botellas llenas de agua o ejecutar animaciones con un dispositivo que se asemeja al que utilizamos para ver una película dibujada toma a toma en un libro pasando sus hojas muy rápido. Actualmente está explorando la idea de hacer funcionar una calculadora numérica usando únicamente técnicas del arte cinético.
- En la película de 1985 La gran aventura de Pee-Wee, Pee Wee usa un dispositivo de Rube Goldberg para hacer su desayuno, y este mismo dispositivo fue presentado más adelante en Big Fish como el trabajo para el campeonato de ciencia del personaje principal. Otra película de 1985, Los Goonies, también presentó varios dispositivos de Rube Goldberg, tanto mostrando usos prácticos (abrir la puerta delantera para dejar que alguien entre), como soltando trampas.
- Una máquina de Rube Goldberg aparece en el musical de Broadway Hairspray; se utiliza para cerrar la tienda de artículos de broma de Wilbur Turnblad en Baltimore.
- En el vídeoclip de An Honest Mistake por The Bravery aparece una máquina de Rube Goldberg que enciende una flecha llameante.
- En el episodio "The Goldberg Variation" de la séptima temporada de The X-Files Fox Mulder y Dana Scully conocen a un hombre que tiene una gran cantidad de buena suerte que se manifiesta como una clase de dispositivo de Rube Goldberg, con acontecimientos improbables combinándose para efectuar cierto resultado.
- En un episodio de la serie de dibujos Taz-Manía los hermanos de Platypus crearon un dispositivo de Rube Goldberg, el propósito final del cual era alertar a uno de los hermanos para realizar una acción que la máquina por sí misma podría haber hecho fácilmente.
- En un bosquejo de El Show de Andy Milonakis, Andy crea un dispositivo de Rube Goldberg para encender su lámpara de lectura (a un metro de distancia de él). La máquina consta de globos, varios juguetes, bolas de jugar a los bolos, y su amigo Larry.
- En un corto fragmento de un episodio de Animaniacs, titulado "El Gizmo de Wakko", Wakko crea y prepara una elaborada máquina de Rube Goldberg para aplanar un amortiguador del whoopie.
- En la película Mad Max, Mel Gibson al atrapar a un maleante, crea una máquina de Rube Golberg con un faro de un auto estrellado que se llena con la gasolina que escapa del tanque del auto y un alambre para hacerlo estallar.
- En la película animada Sing (2106). El personaje de Rosita (Reese Witherspoon) arma una máquina de Rubén Goldberg para levantar a sus numerosos hijos y darles el desayuno previo a la escuela, de modo de poder ausentarse y participar de las audiciones.
- En el especial de Navidad del programa de televisión Cazadores de mitos, Jamie y Adam construyen una máquina de Rube Goldberg que comienza introduciendo mentos a unas botellas de gaseosa dietética y termina tirando a Buster de una silla.
- La banda de indie pop, Manos de Topo, utiliza una máquina de Rube Goldberg en el video musical de su canción "Es feo", perteneciente a su álbum de 2007 Ortopedias Bonitas, con la que el protagonista lleva a cabo su suicidio.
- La banda de indie rock, OK Go, utiliza una máquina de Rube Goldberg en el video musical de su canción "This too shall pass", siendo este video uno de los más vistos de YouTube en el 2010.
- La marca de autos Honda realizó un comercial para su modelo Honda Accord que muestra a las partes del automóvil interactuando unas con otras de forma similar a una máquina de Rube Goldberg.
- La serie de televisión estadounidense "Elementary" en su secuencia de apertura muestra una máquina de Rube Golberg.
- En 2013 la cadena de cines venezolana Cines Unidos hizo uso de la máquina de Rube Golberg para su presentación en pantalla en las salas de proyección estándar.
- En el libro Splintered de A.G. Howard se hace referencia a las máquinas de Rube Goldberg, diciendo que eran instrumentos complicados que realizadan acciones sencillas de un modo enrevesado.

## Máquinas de Rube Goldberg en los videojuegos
- En 1993, Sierra Entertainment lanzó el juego de ordenador The Incredible Machine, diseñado alrededor del concepto de Rube Goldberg. Sacaron tres juegos más de la serie, The Even More Incredible Machine, Return of the Incredible Machine: Contraptions, y The Incredible Machine: Even More Contraptions.
- En Alemania la compañía de videojuegos PepperGames sigue produciendo y vendiendo juegos que siguen el concepto de Rube Goldberg. Sus nombres son Crazy Machines, Crazy Machines - Neue Herausforderungen y Crazy Machines - Neues aus dem Labor.
- Una popular función de Garry's Mod, un mod para el juego de ordenador Half-Life 2, le permite manipular objetos y personajes dentro de un ambiente físico. Es un ejemplo contemporáneo donde es común el principio de la máquina de Rube Goldberg. Las trampas o máquinas elaboradas pueden ser construidas por el jugador usando una gama de objetos pertenecientes al juego. Las invenciones resultantes se graban y a menudo se pueden descargar de páginas web de juegos. (enlace roto disponible en Internet Archive; véase el historial, la primera versión y la última).
- En la escena del hoyo de ácido de Monkey Island 2, aparece una trampa del estilo de Rube Goldberg. Había también un juego de C64 de mediados de los 80 llamado Creative Contraptions, similar a The Incredible Machine, pero mucho más simple, más corto y más fácil.
- El juego Armadillo Run tiene como objetivo construir una maquinaria al estilo de las Máquinas de Rube Goldberg para llevar un armadillo a una determinada zona, utilizando para ello varios tipos de materiales y objetos, cada uno de ellos con sus propiedades físicas.

## Otras referencias
- Ideal Novelty and Toy Company lanzó un juego de mesa llamado Mouse trap (trampa del ratón) en 1963 basado en las ideas de Rube Goldberg (actualmente este juego es fabricado por Hasbro).
- LambdaMOO contiene un trabajo de La Máquina de Rube Goldberg, que se puede encontrar generalmente en la Cubierta de la Piscina.